# Mesobraconoides psolopterus
Mesobraconoides psolopterus är en stekelart som först beskrevs av Wilkinson 1931.  Mesobraconoides psolopterus ingår i släktet Mesobraconoides och familjen bracksteklar. Inga underarter finns listade i Catalogue of Life.